# Paproć Duża
Paproć Duża [ˈpaprɔt ͡ɕ ˈduʐa] (deutsch Königshuld; auch: Groß Königshuld; Groß-Paprotsch) ist ein Dorf im Gemeindebezirk Szumowo bei Zambrów in der Woiwodschaft Podlachien im nordöstlichen Polen. Das Dorf hat 460 Einwohner.

## Geographie
Der Ort liegt etwa 16 km südwestlich von Zambrów und 75 km westlich von der Hauptstadt der Region der Stadt Białystok.

## Geschichte
Der Ort wurde 1800 vorwiegend durch deutsche Siedler aus Mecklenburg unter dem Namen Königshuld gegründet. Zur Sprachinsel Königshuld gehörten auch die nahe gelegenen Dörfer Luisenau (pl. Mala Pechratka), Wilhelmsdorf (pl. Krole), Klein Königshuld (pl. Srebrna), Borek und Mecklenburg (pl. Kowalewko).
Paproć Duża ist sternförmig symmetrisch aufgebaut, d. h. alle Straßen laufen exakt konzentrisch auf einen großen runden Platz in der Mitte zu. Auf dem zentralen Platz in der Mitte befindet sich seit 1837 eine evangelische Kirche. In dieser heiratete der spätere polnische Diktator Józef Piłsudski am 15. Juli 1899 seine Frau Maria Juszkiewiczowa. Da diese geschieden war, trat er vor der Eheschließung in Paproć Duża bei Łomża zur evangelisch-lutherischen Kirche über. Während des Ersten Weltkrieges kehrte er zur römisch-katholischen Kirche zurück.